# Зеленчук (Краснодарский край)
Зеленчук — хутор в Гулькевичском районе Краснодарского края России. Входит в состав сельского поселения Союз Четырёх Хуторов.

## География
Улиц на хуторе две: ул. Заречная и ул. Набережная.

## Население
| 2002 | 2010 |
| ---- | ---- |
| 122  | ↘102 |